# Вібробой
Вібробой — це короткий фільм (28 хвилин) Яна Кунена,  1994 року, натхненний шаманськими віруваннями, де дивна довгаста статуетка завдає демонічного впливу на бідного мачо.
Франческа викрала статую ацтеків з глибини Мексики. Повернувшись до Франції, вона дарує громіздкий предмет своїй подрузі Бріджіт. Але та одружена з грубіяном Леоном, який ненавмисно розбиває статую, спричинивши при цьому своє перевтілення в Вібробоя, невротичного супергероя схрещеного з техно-примітивним сексуальним маніяком.

## Естетика фільму
Ян Кунен надихнувся фільмом Тецуо — залізна людина (1989) режисера Shinya Цукамото, який розглядається багатьма критиками як перший фільм в жанрікібер - панку. Зокрема, представлений певний фетишизм навколо фалоса, який стає предметом сюрреалістичних перетворень, поки він не стає нічим іншим, як садомазохістською зброєю, що вивільняє надприродну енергію. Можна подумати, що це є матеріалізація садистського бажання режисера, але фалічна річ насправді стає своєрідною родзинкою в кіні Коунена, й символізує його бажання створити пластичність в фільмі, що базується як на язичницьких міфах та і на сексуально неоднозначних творах Вільяма С. Берроуза (пор. Голий обід). Ян Кунен також закликає Марка Каро уявити формальну ідентичність своїх персонажів.

## В ролях
- Франческа   : Мішель Вульєрмоз
- Брігіт   : Валері Другует
- Леон / Вібробой   : Домінік Беттенфельд
- Акробат   : Фабієн Бехар
- Музика   : Франсуа Рой, Жан-Жак Герц і Фредерік Санчес-дель-Ріо

## Нагороди
Премія на Міжнародному фестивалі короткометражних фільмів Клермон-Ферран 1994 року.

## Зовнішні посилання
- Вібробой на сайті IMDb (англ.)